# Mesochorus angularis
Mesochorus angularis là một loài tò vò trong họ Ichneumonidae.